# Nowa Wieś Leśna
Nowa Wieś Leśna – część Ostrołęki włączona do niej 1 stycznia 2018 należąca do Osiedla Leśniewo. Wcześniej należała do Gminy Rzekuń, w powiecie ostrołęckim. 
W latach 1975–1998 należała administracyjnie do województwa ostrołęckiego.